# Elliott C. Cutler
Elliott Carr Cutler (* 30. Juli 1888 in Bangor, Maine; † 16. August 1947 in Brookline, Massachusetts) war ein US-amerikanischer Chirurg und Pionier der Herzklappenchirurgie.

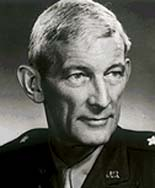
Elliott C. Cutler, 1945

## Leben
Elliott Cutler studierte an der Harvard University mit dem Bachelor-Abschluss 1909 und ging dann an die Harvard Medical School mit dem M. D. Abschluss 1913 summa cum laude. Er spezialisierte sich zunächst auf Pathologie am Boston Medical Hospital und bei einem Europaaufenthalt in London und Heidelberg (bei Ludolf von Krehl). Danach ging er in die Facharztausbildung (Internship) am Peter Bent Brigham Hospital in Boston, studierte Immunologie am Rockefeller Institute und war im Ersten Weltkrieg in Frankreich als Captain beim Army Medical Corps. Danach war er an der Harvard Medical School, wo er 1921 bis 1923 das Forschungslabor für Chirurgie leitete und 1923 die erste erfolgreiche Herzklappenoperation an einer zwölfjährigen Patientin mit rheumatischer Mitralstenose unternahm. Wegen der hohen Sterblichkeit dieser Herzklappenrekonstruktionen gab er diese Operation aber 1928 auf.
1924 wurde er Professor für Chirurgie an der Case Western Reserve University School of Medicine und Chefchirurg im Lakeside Hospital in Cleveland. 1932 wurde er als Nachfolger von Harvey Cushing Moseley Professor für Chirurgie an der Harvard University und Chefchirurg des Peter Bent Brigham Hospital in Boston. Im selben Jahr wurde er in die American Academy of Arts and Sciences gewählt. Beide Posten in Harvard und Boston hatte er bis zu seinem Tod an Prostatakrebs 1947.
Im Zweiten Weltkrieg war er wieder beim Army Medical Corps als Chefberater für Chirurgie in Europa, als Kollege von William Shainline Middleton (1890–1975), der Chefberater in Medizin war. Er spielte dort eine wesentliche Rolle bei der Organisation der medizinischen Versorgung in der US Army. 1945 wurde er zum Brigadegeneral befördert. Er erhielt die Distinguished Service Medal und die Legion of Merit.
1947 war er Präsident der American Surgical Association und 1941 bis 1946 Präsident der Society for Clinical Surgery. Er war Fellow des American College of Surgeons und Ehren-Fellow des Royal College of Surgeons of England. Er war Gründer des American Board of Surgery.
Er erhielt den OBE und das Croix de guerre, war Ritter der Ehrenlegion und Companion of the Order of the Bath. 1947 erhielt er die Henry Jacob Bigelow Medal der Boston Surgical Society. Eine Chirurgie-Professur an der Harvard University ist nach ihm benannt.
Er war seit 1919 mit Caroline Pollard Parker verheiratet und hatte fünf Kinder.

## Veröffentlichungen (Auswahl)
- mit S. A. Levine: Cardiotomy and valvulotomy for mitral stenosis. Experimental observations and clinical notes concerning operated case with recovery. In: Boston Medical and Surgical Journal. Band 188, 1923, S. 1032 ff.
- mit Claude S. Beck: Present status of surgical procedures in chronic valvular disease of heart, final report of all surgical cases. In: Arch. Surg. Band 18, 1929, S. 403 ff.
- mit Robert M. Zollinger: Atlas of surgical operations. 1939, OCLC 558389518.